# Collegio elettorale di Milano VI (Senato della Repubblica)
Il collegio di Milano VI fu un collegio elettorale uninominale della Repubblica Italiana appartenente alla Circoscrizione Lombardia; fu utilizzato per eleggere un senatore della Repubblica dalla I alla XI legislatura.

## Storia
Il collegio venne creato nel 1948 secondo la legge n. 29 del 6 febbraio 1948 la quale, pur basandosi sull'impianto proporzionale in vigore per la Camera, rispetto a quest'ultima conteneva alcuni piccoli correttivi in senso maggioritario. Tale legge ebbe il suo definitivo perfezionamento col Testo Unico n. 361 del 1957. Differentemente dalla Camera, la legge elettorale del Senato si articolava su base regionale, seguendo il dettato costituzionale (art.57). Ogni Regione era suddivisa in tanti collegi uninominali quanti erano i seggi ad essa assegnati. All'interno di ciascun collegio, veniva eletto il candidato che avesse raggiunto il quorum del 65% delle preferenze: tale soglia, oggettivamente di difficilissimo conseguimento, tradiva l'impianto proporzionale su cui era concepito anche il sistema elettorale della Camera Alta. Qualora, come normalmente avveniva, nessun candidato avesse conseguito l'elezione, i voti di tutti i candidati venivano raggruppati in liste di partito a livello regionale, dove i seggi venivano allocati utilizzando il metodo D'Hondt delle maggiori medie statistiche e quindi, all'interno di ciascuna lista, venivano dichiarati eletti i candidati con le migliori percentuali di preferenza.
Il collegio di Milano VI venne abrogato nel 1993, con la cosiddetta Legge Mattarella (Legge n. 276, Norme per l'elezione del Senato della Repubblica), attuata in seguito al referendum abrogativo del 1993. Con la legge Mattarella venne istituito per la Camera dei deputati e per il Senato della Repubblica un sistema di elezione misto, in parte maggioritario e in parte proporzionale. Il 75% dei parlamentari dell'assemblea veniva eletto in collegi uninominali tramite sistema maggioritario a turno unico; il restante 25% al Senato veniva eletto tramite recupero proporzionale dei più votati non eletti attraverso un meccanismo di calcolo denominato "scorporo", cioè sottraendo dal conteggio dei voti totali di una lista nella parte proporzionale i voti ottenuti dai candidati collegati alla medesima lista che erano eletti nei collegi uninominali con il sistema maggioritario.

### Territorio
Il collegio di Milano VI era uno dei 31 collegi uninominali in cui era suddivisa la Lombardia; era interamente compreso nella provincia di Milano e comprendeva i seguenti comuni: parte del comune di Milano e San Donato Milanese.

## Dati elettorali

### I legislatura
|                                                                                | Francesco Mariani ✔️ Eletto | Fronte Democratico Popolare                      | 66 735  | 51,75 |  |  |  |  |  |
|                                                                                | Virginio Pozzi              | Democrazia Cristiana                             | 44 029  | 34,14 |  |  |  |  |  |
|                                                                                | Ernesto Re                  | Unità Socialista - Partito Repubblicano Italiano | 18 187  | 14,10 |  |  |  |  |  |
| Totale                                                                         | Totale                      | Totale                                           | 128 951 | 100   |  |  |  |  |  |
|                                                                                |                             |                                                  |         |       |  |  |  |  |  |
| Voti non validi                                                                | Voti non validi             | Voti non validi                                  | 5 187   | 3,87  |  |  |  |  |  |
| Votanti                                                                        | Votanti                     | Votanti                                          | 134 138 | 92,27 |  |  |  |  |  |
| Elettori                                                                       | Elettori                    | Elettori                                         | 145 371 |       |  |  |  |  |  |
|                                                                                |                             |                                                  |         |       |  |  |  |  |  |
| Nota: quorum del 65% non raggiunto; ripartizione dei seggi a livello regionale |                             |                                                  |         |       |  |  |  |  |  |
| Data: 18 aprile 1948                                                           |                             |                                                  |         |       |  |  |  |  |  |
| Fonte: Ministero dell'interno                                                  |                             |                                                  |         |       |  |  |  |  |  |

### II legislatura
|                                                                                | Piero Montagnani ✔️ Eletto  | Partito Comunista Italiano              | 44 733  | 30,97 |  |  |  |  |  |
|                                                                                | Rosolino Barbareschi        | Democrazia Cristiana                    | 40 833  | 28,27 |  |  |  |  |  |
|                                                                                | Francesco Mariani ✔️ Eletto | Partito Socialista Italiano             | 32 424  | 22,45 |  |  |  |  |  |
|                                                                                | Michele Saponaro            | Partito Socialista Democratico Italiano | 10 335  | 7,16  |  |  |  |  |  |
|                                                                                | Giovanni Ramazzotti         | Movimento Sociale Italiano              | 8 414   | 5,83  |  |  |  |  |  |
|                                                                                | Luciano Magrini             | Unità Popolare                          | 2 907   | 2,01  |  |  |  |  |  |
|                                                                                | Carlo Alberto Ragazzi       | Partito Liberale Italiano               | 2 514   | 1,74  |  |  |  |  |  |
|                                                                                | Achille Ottolenghi          | Partito Repubblicano Italiano           | 1 367   | 0,95  |  |  |  |  |  |
|                                                                                | Pietro Della Giusta         | Alleanza Democratica Nazionale          | 916     | 0,63  |  |  |  |  |  |
| Totale                                                                         | Totale                      | Totale                                  | 144 443 | 100   |  |  |  |  |  |
|                                                                                |                             |                                         |         |       |  |  |  |  |  |
| Voti non validi                                                                | Voti non validi             | Voti non validi                         | 5 869   | 3,90  |  |  |  |  |  |
| Votanti                                                                        | Votanti                     | Votanti                                 | 150 312 | 95,36 |  |  |  |  |  |
| Elettori                                                                       | Elettori                    | Elettori                                | 157 634 |       |  |  |  |  |  |
|                                                                                |                             |                                         |         |       |  |  |  |  |  |
| Nota: quorum del 65% non raggiunto; ripartizione dei seggi a livello regionale |                             |                                         |         |       |  |  |  |  |  |
| Data: 7 giugno 1953                                                            |                             |                                         |         |       |  |  |  |  |  |
| Fonte: Ministero dell'interno                                                  |                             |                                         |         |       |  |  |  |  |  |

### III legislatura
|                                                                                | Piero Montagnani Marelli ✔️ Eletto | Partito Comunista Italiano              | 52 996  | 28,56 |  |  |  |  |  |
|                                                                                | Bruno Brusoni                      | Democrazia Cristiana                    | 51 842  | 27,94 |  |  |  |  |  |
|                                                                                | Giuseppe Roda ✔️ Eletto            | Partito Socialista Italiano             | 44 156  | 23,79 |  |  |  |  |  |
|                                                                                | Aldo Pagani                        | Partito Socialista Democratico Italiano | 15 171  | 8,18  |  |  |  |  |  |
|                                                                                | Nicola Romeo                       | Movimento Sociale Italiano              | 11 087  | 5,97  |  |  |  |  |  |
|                                                                                | Pier Italo Trolli                  | Partito Liberale Italiano               | 7 365   | 3,97  |  |  |  |  |  |
|                                                                                | Folco Polidori                     | PRI - PR                                | 1 923   | 1,04  |  |  |  |  |  |
|                                                                                | Alberto Mortana                    | Movimento Comunità                      | 1 031   | 0,56  |  |  |  |  |  |
| Totale                                                                         | Totale                             | Totale                                  | 185 571 | 100   |  |  |  |  |  |
|                                                                                |                                    |                                         |         |       |  |  |  |  |  |
| Voti non validi                                                                | Voti non validi                    | Voti non validi                         | 8 452   | 4,36  |  |  |  |  |  |
| Votanti                                                                        | Votanti                            | Votanti                                 | 194 023 | 95,91 |  |  |  |  |  |
| Elettori                                                                       | Elettori                           | Elettori                                | 202 299 |       |  |  |  |  |  |
|                                                                                |                                    |                                         |         |       |  |  |  |  |  |
| Nota: quorum del 65% non raggiunto; ripartizione dei seggi a livello regionale |                                    |                                         |         |       |  |  |  |  |  |
| Data: 25 maggio 1958                                                           |                                    |                                         |         |       |  |  |  |  |  |
| Fonte: Ministero dell'interno                                                  |                                    |                                         |         |       |  |  |  |  |  |

### IV legislatura
|                                                                                | Piero Montagnani Marelli ✔️ Eletto | Partito Comunista Italiano                       | 74 834  | 29,11 |  |  |  |  |  |
|                                                                                | P. Seveso                          | Democrazia Cristiana                             | 58 617  | 22,80 |  |  |  |  |  |
|                                                                                | Giuseppe Roda ✔️ Eletto            | Partito Socialista Italiano                      | 54 580  | 21,23 |  |  |  |  |  |
|                                                                                | C. Martinelli                      | Partito Liberale Italiano                        | 24 551  | 9,55  |  |  |  |  |  |
|                                                                                | A. Rimoldi                         | Partito Socialista Democratico Italiano          | 21 978  | 8,55  |  |  |  |  |  |
|                                                                                | Domenico Leccisi                   | Movimento Sociale Italiano                       | 16 646  | 6,47  |  |  |  |  |  |
|                                                                                | G. Quaroni                         | Partito Democratico Italiano di Unità Monarchica | 4 302   | 1,67  |  |  |  |  |  |
|                                                                                | Achille Ottolenghi                 | Partito Repubblicano Italiano                    | 1 592   | 0,62  |  |  |  |  |  |
| Totale                                                                         | Totale                             | Totale                                           | 257 100 | 100   |  |  |  |  |  |
|                                                                                |                                    |                                                  |         |       |  |  |  |  |  |
| Voti non validi                                                                | Voti non validi                    | Voti non validi                                  | 9 656   | 3,62  |  |  |  |  |  |
| Votanti                                                                        | Votanti                            | Votanti                                          | 266 756 | 94,67 |  |  |  |  |  |
| Elettori                                                                       | Elettori                           | Elettori                                         | 281 788 |       |  |  |  |  |  |
|                                                                                |                                    |                                                  |         |       |  |  |  |  |  |
| Nota: quorum del 65% non raggiunto; ripartizione dei seggi a livello regionale |                                    |                                                  |         |       |  |  |  |  |  |
| Data: 28 aprile 1963                                                           |                                    |                                                  |         |       |  |  |  |  |  |
| Fonte: Ministero dell'interno                                                  |                                    |                                                  |         |       |  |  |  |  |  |

### V legislatura
|                                                                                | Tullia Romagnoli Carettoni | PCI - PSIUP                   | 101 428 | 32,58 |  |  |  |  |  |
|                                                                                | Bruno Brusoni              | Democrazia Cristiana          | 84 547  | 27,16 |  |  |  |  |  |
|                                                                                | Arialdo Banfi ✔️ Eletto    | PSI-PSDI Unificati            | 71 143  | 22,85 |  |  |  |  |  |
|                                                                                | D. Pedrazzini              | Partito Liberale Italiano     | 31 426  | 10,09 |  |  |  |  |  |
|                                                                                | E. Leoni                   | Movimento Sociale Italiano    | 17 681  | 5,68  |  |  |  |  |  |
|                                                                                | L. Mannucci                | Partito Repubblicano Italiano | 5 093   | 1,64  |  |  |  |  |  |
| Totale                                                                         | Totale                     | Totale                        | 311 318 | 100   |  |  |  |  |  |
|                                                                                |                            |                               |         |       |  |  |  |  |  |
| Voti non validi                                                                | Voti non validi            | Voti non validi               | 16 137  | 4,93  |  |  |  |  |  |
| Votanti                                                                        | Votanti                    | Votanti                       | 327 455 | 96,16 |  |  |  |  |  |
| Elettori                                                                       | Elettori                   | Elettori                      | 340 524 |       |  |  |  |  |  |
|                                                                                |                            |                               |         |       |  |  |  |  |  |
| Nota: quorum del 65% non raggiunto; ripartizione dei seggi a livello regionale |                            |                               |         |       |  |  |  |  |  |
| Data: 19 maggio 1968                                                           |                            |                               |         |       |  |  |  |  |  |
| Fonte: Ministero dell'interno                                                  |                            |                               |         |       |  |  |  |  |  |

### VI legislatura
|                                                                                | Lelio Basso ✔️ Eletto | PCI - PSIUP                             | 102 502 | 29,48 |  |  |  |  |  |
|                                                                                | De Falma              | Democrazia Cristiana                    | 97 747  | 28,12 |  |  |  |  |  |
|                                                                                | Arialdo Banfi         | Partito Socialista Italiano             | 52 058  | 14,97 |  |  |  |  |  |
|                                                                                | Cesare Biglia         | Movimento Sociale Italiano              | 29 491  | 8,48  |  |  |  |  |  |
|                                                                                | Pier Italo Trolli     | Partito Liberale Italiano               | 22 154  | 6,37  |  |  |  |  |  |
|                                                                                | G. P. Orsello         | Partito Socialista Democratico Italiano | 21 976  | 6,32  |  |  |  |  |  |
|                                                                                | Gaetano Spadaro       | Partito Repubblicano Italiano           | 17 751  | 5,11  |  |  |  |  |  |
|                                                                                | F. Ajelli             | Partito Comunista (Marxista-Leninista)  | 3 976   | 1,14  |  |  |  |  |  |
| Totale                                                                         | Totale                | Totale                                  | 347 655 | 100   |  |  |  |  |  |
|                                                                                |                       |                                         |         |       |  |  |  |  |  |
| Voti non validi                                                                | Voti non validi       | Voti non validi                         | 12 302  | 3,42  |  |  |  |  |  |
| Votanti                                                                        | Votanti               | Votanti                                 | 359 957 | 96,40 |  |  |  |  |  |
| Elettori                                                                       | Elettori              | Elettori                                | 373 400 |       |  |  |  |  |  |
|                                                                                |                       |                                         |         |       |  |  |  |  |  |
| Nota: quorum del 65% non raggiunto; ripartizione dei seggi a livello regionale |                       |                                         |         |       |  |  |  |  |  |
| Data: 7 maggio 1972                                                            |                       |                                         |         |       |  |  |  |  |  |
| Fonte: Ministero dell'interno                                                  |                       |                                         |         |       |  |  |  |  |  |

### VII legislatura
|                                                                                | Lelio Basso             | Partito Comunista Italiano              | 133 042 | 36,94 |  |  |  |  |  |
|                                                                                | Gianfranco Rosa         | Democrazia Cristiana                    | 103 650 | 28,78 |  |  |  |  |  |
|                                                                                | Carlo Polli ✔️ Eletto   | Partito Socialista Italiano             | 49 651  | 13,78 |  |  |  |  |  |
|                                                                                | Gaetano Antonio Spadaro | Partito Repubblicano Italiano           | 19 770  | 5,49  |  |  |  |  |  |
|                                                                                | Cesare Biglia           | Movimento Sociale Italiano              | 19 761  | 5,49  |  |  |  |  |  |
|                                                                                | Gabriele Bonatti        | Partito Socialista Democratico Italiano | 13 122  | 3,64  |  |  |  |  |  |
|                                                                                | Luigi Madia             | Partito Liberale Italiano               | 8 039   | 2,23  |  |  |  |  |  |
|                                                                                | Dante Rossi             | Democrazia Proletaria                   | 7 246   | 2,01  |  |  |  |  |  |
|                                                                                | Maria Adele Teodori     | Partito Radicale                        | 5 902   | 1,64  |  |  |  |  |  |
| Totale                                                                         | Totale                  | Totale                                  | 360 183 | 100   |  |  |  |  |  |
|                                                                                |                         |                                         |         |       |  |  |  |  |  |
| Voti non validi                                                                | Voti non validi         | Voti non validi                         | 8 666   | 2,35  |  |  |  |  |  |
| Votanti                                                                        | Votanti                 | Votanti                                 | 368 849 | 95,24 |  |  |  |  |  |
| Elettori                                                                       | Elettori                | Elettori                                | 387 284 |       |  |  |  |  |  |
|                                                                                |                         |                                         |         |       |  |  |  |  |  |
| Nota: quorum del 65% non raggiunto; ripartizione dei seggi a livello regionale |                         |                                         |         |       |  |  |  |  |  |
| Data: 20 giugno 1976                                                           |                         |                                         |         |       |  |  |  |  |  |
| Fonte: Ministero dell'interno                                                  |                         |                                         |         |       |  |  |  |  |  |

### VIII legislatura
|                                                                                | Marina Rossanda ✔️ Eletto | Partito Comunista Italiano                   | 119 407 | 33,70 |  |  |  |  |  |
|                                                                                | G. Eusebione              | Democrazia Cristiana                         | 98 259  | 27,73 |  |  |  |  |  |
|                                                                                | Rino Formica ✔️ Eletto    | Partito Socialista Italiano                  | 51 345  | 14,49 |  |  |  |  |  |
|                                                                                | Adele Faccio              | Partito Radicale                             | 18 818  | 5,31  |  |  |  |  |  |
|                                                                                | C. A. G. C. Papetta       | Movimento Sociale Italiano                   | 17 101  | 4,83  |  |  |  |  |  |
|                                                                                | Gabriele Bonatti          | Partito Repubblicano Italiano                | 16 745  | 4,73  |  |  |  |  |  |
|                                                                                | R. S. Savasta             | Partito Socialista Democratico Italiano      | 14 466  | 4,08  |  |  |  |  |  |
|                                                                                | Vito Basilico             | Partito Liberale Italiano                    | 12 195  | 3,44  |  |  |  |  |  |
|                                                                                | E. Santoro                | Nuova Sinistra Unita                         | 4 410   | 1,24  |  |  |  |  |  |
|                                                                                | M. Boirivant              | Costituente di Destra - Democrazia Nazionale | 1 591   | 0,45  |  |  |  |  |  |
| Totale                                                                         | Totale                    | Totale                                       | 354 337 | 100   |  |  |  |  |  |
|                                                                                |                           |                                              |         |       |  |  |  |  |  |
| Voti non validi                                                                | Voti non validi           | Voti non validi                              | 14 026  | 3,81  |  |  |  |  |  |
| Votanti                                                                        | Votanti                   | Votanti                                      | 368 363 | 94,42 |  |  |  |  |  |
| Elettori                                                                       | Elettori                  | Elettori                                     | 390 151 |       |  |  |  |  |  |
|                                                                                |                           |                                              |         |       |  |  |  |  |  |
| Nota: quorum del 65% non raggiunto; ripartizione dei seggi a livello regionale |                           |                                              |         |       |  |  |  |  |  |
| Data: 3 giugno 1979                                                            |                           |                                              |         |       |  |  |  |  |  |
| Fonte: Ministero dell'interno                                                  |                           |                                              |         |       |  |  |  |  |  |

### IX legislatura
|                                                                                | Eliseo Milani ✔️ Eletto    | Partito Comunista Italiano              | 106 121 | 32,31 |  |  |  |  |  |
|                                                                                | Sisto Giuseppe Dalla Palma | Democrazia Cristiana                    | 69 690  | 21,22 |  |  |  |  |  |
|                                                                                | Riccardo Lombardi          | Partito Socialista Italiano             | 43 622  | 13,28 |  |  |  |  |  |
|                                                                                | Paola Masella              | Partito Repubblicano Italiano           | 32 267  | 9,82  |  |  |  |  |  |
|                                                                                | Dario Vermi                | Movimento Sociale Italiano              | 21 823  | 6,64  |  |  |  |  |  |
|                                                                                | Carlo Guglielmetti         | Partito Liberale Italiano               | 13 709  | 4,17  |  |  |  |  |  |
|                                                                                | Luigi Valentini            | Partito Socialista Democratico Italiano | 13 051  | 3,97  |  |  |  |  |  |
|                                                                                | Adele Faccio               | Partito Radicale                        | 10 500  | 3,20  |  |  |  |  |  |
|                                                                                | Luigi Cipriani             | Democrazia Proletaria                   | 8 634   | 2,63  |  |  |  |  |  |
|                                                                                | Michele Dell'Aquila        | Partito Nazionale Pensionati            | 8 101   | 2,47  |  |  |  |  |  |
|                                                                                | Vittoria Gerra Candela     | Lista per Trieste                       | 502     | 0,15  |  |  |  |  |  |
|                                                                                | Camilla Cavalli            | Partito Cristiano Azione Sociale        | 425     | 0,13  |  |  |  |  |  |
| Totale                                                                         | Totale                     | Totale                                  | 328 445 | 100   |  |  |  |  |  |
|                                                                                |                            |                                         |         |       |  |  |  |  |  |
| Voti non validi                                                                | Voti non validi            | Voti non validi                         | 20 283  | 5,82  |  |  |  |  |  |
| Votanti                                                                        | Votanti                    | Votanti                                 | 348 728 | 89,36 |  |  |  |  |  |
| Elettori                                                                       | Elettori                   | Elettori                                | 390 260 |       |  |  |  |  |  |
|                                                                                |                            |                                         |         |       |  |  |  |  |  |
| Nota: quorum del 65% non raggiunto; ripartizione dei seggi a livello regionale |                            |                                         |         |       |  |  |  |  |  |
| Data: 26 giugno 1983                                                           |                            |                                         |         |       |  |  |  |  |  |
| Fonte: Ministero dell'interno                                                  |                            |                                         |         |       |  |  |  |  |  |

### X legislatura
|                                                                                | Giorgio Strehler ✔️ Eletto  | Partito Comunista Italiano              | 95 944  | 28,29 |  |  |  |  |  |
|                                                                                | Ombretta Fumagalli Carulli  | Democrazia Cristiana                    | 78 562  | 23,16 |  |  |  |  |  |
|                                                                                | Giorgio Ruffolo ✔️ Eletto   | Partito Socialista Italiano             | 67 705  | 19,96 |  |  |  |  |  |
|                                                                                | L. Zini                     | Movimento Sociale Italiano              | 20 407  | 6,02  |  |  |  |  |  |
|                                                                                | Luisella Ottolenghi Mortara | Partito Repubblicano Italiano           | 19 929  | 5,88  |  |  |  |  |  |
|                                                                                | Gianluigi Melega            | Partito Radicale                        | 12 596  | 3,71  |  |  |  |  |  |
|                                                                                | A. Magnaghi                 | Lista Verde                             | 12 089  | 3,56  |  |  |  |  |  |
|                                                                                | Guido Pollice               | Democrazia Proletaria                   | 10 147  | 2,99  |  |  |  |  |  |
|                                                                                | A. Pozzi                    | Partito Liberale Italiano               | 8 128   | 2,40  |  |  |  |  |  |
|                                                                                | Angelo Cucchi               | Partito Socialista Democratico Italiano | 7 118   | 2,10  |  |  |  |  |  |
|                                                                                | Michele Dell'Aquila         | Liga Veneta                             | 3 593   | 1,06  |  |  |  |  |  |
|                                                                                | A. Arizzi                   | Lega Lombarda                           | 2 426   | 0,72  |  |  |  |  |  |
|                                                                                | G. Valli                    | Alleanza Popolare Pensionati            | 553     | 0,16  |  |  |  |  |  |
| Totale                                                                         | Totale                      | Totale                                  | 339 197 | 100   |  |  |  |  |  |
|                                                                                |                             |                                         |         |       |  |  |  |  |  |
| Voti non validi                                                                | Voti non validi             | Voti non validi                         | 15 872  | 4,47  |  |  |  |  |  |
| Votanti                                                                        | Votanti                     | Votanti                                 | 355 069 | 90,00 |  |  |  |  |  |
| Elettori                                                                       | Elettori                    | Elettori                                | 394 512 |       |  |  |  |  |  |
|                                                                                |                             |                                         |         |       |  |  |  |  |  |
| Nota: quorum del 65% non raggiunto; ripartizione dei seggi a livello regionale |                             |                                         |         |       |  |  |  |  |  |
| Data: 14 giugno 1987                                                           |                             |                                         |         |       |  |  |  |  |  |
| Fonte: Ministero dell'interno                                                  |                             |                                         |         |       |  |  |  |  |  |

### XI legislatura
|                                                                                | Giovanni Maria Rodolfo Pedroni | Democrazia Cristiana                    | 57 030  | 16,54 |  |  |  |  |  |
|                                                                                | Giovanna Senesi ✔️ Eletta      | Partito Democratico della Sinistra      | 56 987  | 16,53 |  |  |  |  |  |
|                                                                                | Giancarlo Pagliarini           | Lega Lombarda                           | 54 624  | 15,85 |  |  |  |  |  |
|                                                                                | Giorgio Ruffolo ✔️ Eletto      | Partito Socialista Italiano             | 49 794  | 14,45 |  |  |  |  |  |
|                                                                                | Goffredo Andreini              | Partito della Rifondazione Comunista    | 23 607  | 6,85  |  |  |  |  |  |
|                                                                                | Alberto Zorzoli                | Partito Repubblicano Italiano           | 22 723  | 6,59  |  |  |  |  |  |
|                                                                                | Carlo Amedeo Gamba             | Movimento Sociale Italiano              | 17 041  | 4,94  |  |  |  |  |  |
|                                                                                | Emilio Molinari                | Federazione dei Verdi                   | 14 156  | 4,11  |  |  |  |  |  |
|                                                                                | Marco Pannella                 | Lista Marco Pannella                    | 10 525  | 3,05  |  |  |  |  |  |
|                                                                                | Virgilio Gianni                | Partito Liberale Italiano               | 9 534   | 2,77  |  |  |  |  |  |
|                                                                                | Giovanni Parisi                | Partito Pensionati                      | 6 346   | 1,84  |  |  |  |  |  |
|                                                                                | Ettore Ghidetti                | Lega Alpina Lumbarda                    | 4 954   | 1,44  |  |  |  |  |  |
|                                                                                | Roberto Bernardelli            | La Lega Casalinghe-Pensionati           | 4 436   | 1,29  |  |  |  |  |  |
|                                                                                | Carlo Chiti                    | Partito Socialista Democratico Italiano | 3 764   | 1,09  |  |  |  |  |  |
|                                                                                | Giuseppe Calderisi             | Sì Referendum                           | 3 221   | 0,93  |  |  |  |  |  |
|                                                                                | Lorenzo Rossi                  | Lega Lombardia Europea                  | 2 757   | 0,80  |  |  |  |  |  |
|                                                                                | Pierangelo Brivio              | Alleanza Lombarda Autonomia             | 1 534   | 0,45  |  |  |  |  |  |
|                                                                                | Alvise Zobbio                  | Caccia Pesca Ambiente                   | 683     | 0,20  |  |  |  |  |  |
|                                                                                | Ildo Quaranta                  | Federalismo - Pensionati Uomini Vivi    | 631     | 0,18  |  |  |  |  |  |
|                                                                                | Gianfranco Giannetti           | Movimento Fascismo e Libertà            | 364     | 0,11  |  |  |  |  |  |
| Totale                                                                         | Totale                         | Totale                                  | 344 711 | 100   |  |  |  |  |  |
|                                                                                |                                |                                         |         |       |  |  |  |  |  |
| Voti non validi                                                                | Voti non validi                | Voti non validi                         | 15 277  | 4,24  |  |  |  |  |  |
| Votanti                                                                        | Votanti                        | Votanti                                 | 359 988 | 89,25 |  |  |  |  |  |
| Elettori                                                                       | Elettori                       | Elettori                                | 403 356 |       |  |  |  |  |  |
|                                                                                |                                |                                         |         |       |  |  |  |  |  |
| Nota: quorum del 65% non raggiunto; ripartizione dei seggi a livello regionale |                                |                                         |         |       |  |  |  |  |  |
| Data: 5 aprile 1992                                                            |                                |                                         |         |       |  |  |  |  |  |
| Fonte: Ministero dell'interno                                                  |                                |                                         |         |       |  |  |  |  |  |